# Krystyna Krupa

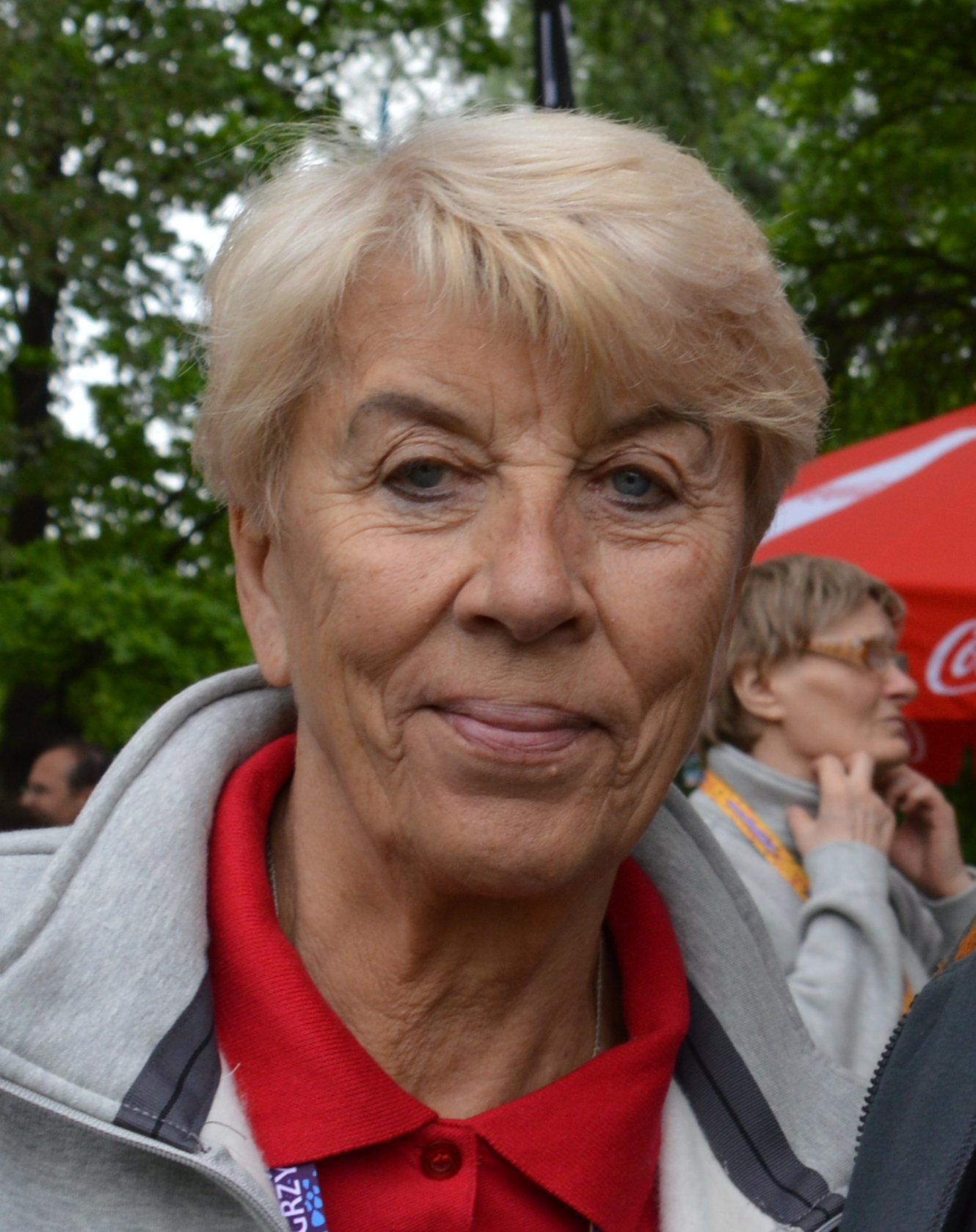
Krystyna Krupa

Krystyna Krupa, född 15 januari 1939 i Wyszki, är en polsk före detta volleybollspelare.
Krupa blev olympisk bronsmedaljör i volleyboll vid sommarspelen 1964 i Tokyo.